# Привітне (Феодосійський район)
Приві́тне (до 1945 року — Джума́-Елі́, крим. Cuma Eli) — село Феодосійського району Автономної Республіки Крим. Населення становить 3 134 особи. Орган місцевого самоврядування — Привітненська сільська рада. Розташоване у центрі району.

## Географія
Привітне — велике село на південному заході району, на північній околиці Зовнішнього пасма Кримських гір, у долині річки Куру-Індол, висота центру села над рівнем моря — 147 м. Найближчі населені пункти: Золоте Поле за 3,8 км на захід, майже примкнула зі сходу Айвазовське, за ним, за 2 км Абрикосівка і Спасівка за 2,5 км на північний схід.
Знаходиться на трасі Старий Крим — Ічкі. Відстань до міста Сімферополя — 100 км, до райцентра Феодосії — 35 км, до Іслям-Терека — 18 км, там же найближча залізнична станція — Кіровська (на лінії Джанкой — Феодосія).

## Історія
Поблизу сіл Привітного, Айвазовського та Абрикосівки виявлено залишки поселення доби бронзи та трьох античних поселень перших століть до н. е.